# Тор: Глава перша
«Тор: Глава перша» (англ. «Thor: Season One») — історія у вигляді графічного роману (комікс) про бога-супергероя на ім'я Тор. Єдиний випуск став доступний у мережі з 2 жовтня 2013 року, та у друці з грудня 2013 року, видавництвом Marvel. Сюжет коміксу в основному переоповідає події першого фільму персонажа, проте також додаючи цікаві фентезійні та сюжетні деталі.
20 січня 2019 року видавництво Fireclaw, одне з офіційних ліцензаторів коміксів Marvel, випустило комікс українською.

## Сюжет
З-поміж високих шпилів Асґарда, молодий Тор – найсильніший, найнахабніший і найпихатіший бог з усіх. Але його гіганто-вбивчі та троле-переможні дні добігають кінця, коли його заздрісний брат Локі хитрістю змусив Тора вчинити безглуздий напад на гігантів. За цю помилку він був скинутий на Землю у смертній формі доктора Дональда Блейка. Долучайтесь до Бога Грому на його шляху до самопізнання та слідкуйте за пробудженням сили у смертній людині. У цьому графічному романі, який перекидає Тора в сучасну епоху, ми повернемось до фантастичного єства Сина Одіна. У цій епопеї серед крижаних гігантів та масштабних битв, один герой повинен вирішити, де його справжнє життя до того, як обидва світи, які він любить, будуть знищені!
У збірку входить Thor: Season One #0 (2013). 112 сторінок.

## Відгуки та критика
Графічний роман отримав змішані відгуки, та середні оцінки від читачів. Багатьом прийшло не до вподоби рішення адаптувати сюжет фільму у коміксі, проте вони визнають, що історія вийшла цікава та правильна з боку розкриття персонажа та його світу, так само як і мотиви персонажів та стиль просування сюжету та подій.
Критик Тара М. Клаппер з сайту Geekinitiative.com рекомендує історію до прочитання тим, хто хоче розпочати знайомитись з персонажем через особисту цікавість до нього, називаючи комікс ідеально збалансовано-адаптовану історію про персонажа для більшості читачів: "«Тор: Глава перша» - як ідеальний міст між двома світами: від фантастики до фан-культури, від коміксів до фільмів, та від творців до фанатів."

## Про серію«Глава перша»
«Глава перша» (англ. «Season One») — серія графічних романів, які переказують історії походження класичних героїв Marvel або команд у сучасному середовищі.
У 2011 році Marvel запустило серію графічних романів, які мусили познайомити нових читачів з історіями класичних походжень. Спочатку, кожен графічний роман супроводжується передруком номерів паралельних триваючих серій персонажів/команд про яких оповідає роман.
Перша хвиля Перших глав:
- Фантастична четвірка (англ. Fantastic Four), (плюс Fantastic Four #570)
- Люди Ікс (англ. X-Men), (плюс Uncanny X-Men #1)
- Шибайголова (англ. Daredevil), (плюс Daredevil #1)
- Людина-павук (англ. Spider-Man), (плюс Avenging Spider-Man #1)

Друга хвиля показала:
- Людина-мураха (Пім) (англ. Ant-Man (Pym)), (плюс Avengers Academy #1)
- Галк (англ. Hulk), (плюс Incredible Hulk #1)
- Доктор Стрендж (англ. Doctor Strange), (плюс Defenders #1)

Третя хвиля познайомила нових читачів з такими коміксами:
- Месники (англ. The Avengers)
- Залізна людина (англ. Iron Man)
- Росомаха (англ. Wolverine)
- Тор (англ. Thor)

Перші дві хвилі мали безкоштовні перегляди у гідах першого сезону. Третя хвиля не мала передрук основних серій персонажів/команд.